# Venonia chaiwooi
Venonia chaiwooi är en spindelart som beskrevs av Yoo och Volker W. Framenau 2006. Venonia chaiwooi ingår i släktet Venonia och familjen vargspindlar.
Artens utbredningsområde är Palau. Inga underarter finns listade.